# Wu Xuanyi
Wu Xuanyi (chino: 吴宣仪; pinyin: Wú Xuānyí; Haikou, Hainan, 26 de enero de 1995) es una cantante y actriz china que trabaja bajo la discográfica Yuehua Entertainment y exmiembro del grupo proyecto Rocket Girls 101, luego de quedar en segundo lugar en el programa de supervivencia Produce 101. Además, también es exmiembro del grupo femenino surcoreano WJSN.

## Biografía
Wu nació en Hainan, China. Ella se unió a Yuehua Entertainment, luego  se mudó a Corea del Sur entre 2014 y 2015 y  posteriormente se unió a Starship Entertainment, donde se convirtió en aprendiz.

## Carrera

### 2015-2016: Debut con WJSN
El 4 de diciembre de 2015, Starship Entertainment y Yuehua Entertainment presentaron un grupo surcoreano formado por 12 miembros, WJSN. Wu fue presentada como miembro de "Joy Unit". Junto con Wonder Unit, lanzaron una versión navideña de "All I Want For Christmas Is You". El grupo debutó oficialmente en febrero de 2016 con su miniálbum Would You Like? junto a "MoMoMo" y "Catch Me" como los dos sencillos principales.

### 2018-presente: Debut con Rocket Girls 101, actividades en solitario y salida de WJSN
Mientras hacía malabarismos con su actuación y las actividades de WJSN, Wu y su compañera de banda, Meng Meiqi , participaron en el programa de grupo femenino de supervivencia de realidad china Produce 101 que se emitió del 21 de abril al 23 de junio en Tencent Video. Wu ocupó el segundo lugar en general con 181 533 349 votos y debutó como miembro de Rocket Girls 101. 
El 9 de agosto, Yuehua Entertainment y Mavericks Entertainment publicaron un anuncio conjunto indicando que retirarían a Xuanyi junto con Meiqi y Zining de Rocket Girls 101. Xuanyi y Meiqi reanudarán sus actividades con WJSN. Sin embargo, el 17 de agosto, ambas compañías confirmaron que después de llegar a un acuerdo con Tencent, Xuanyi volvería a agruparse con Meiqi y Zining.
Un mes antes de que Xuanyi regresara a China para Produce 101, su compañero de equipo Cheng Xiao la invitó como invitada en un programa de variedades de viajes en Tencent Video, Best Friends' Perfect Vacation. Los dos programas de variedades a los que se unió después de su debut con Rocket Girls 101 son Space Challenge (en Youku Video) y "Nice to Meet You" (en Zhejiang TV). También es la actriz principal de la película de voz "Future Girlfriend Lab" estrenada en noviembre. 
El 3 de marzo de 2023, Starship Entertainment anunció que Xuanyi se había ido de WJSN después de que expirara su contrato.

## Filmografía

### Películas
| Año  | Título en inglés | Título en chino | Papel | Notas           |
| ---- | ---------------- | --------------- | ----- | --------------- |
| 2018 | Marna            | 初恋的滋味      | Marna | Papel principal |

### Programas de televisión
| Año  | Título                         | Cadena           | Notas                         |
| ---- | ------------------------------ | ---------------- | ----------------------------- |
| 2019 | Happy Camp                     | Hunan Televisión | Invitada                      |
| 2018 | Produce 101                    | Tencent Video    | Concursante segunda finalista |
| 2018 | Best Friends’ Perfect Vacation | Tencent Video    | Parte del elenco              |
| 2018 | Space Challenge                | Youku            | Parte del elenco              |